# Luis Durán (historietista)
José Luis Abalo Durán (Oñate, Guipúzcoa, 1967), más conocido como Luis Durán, es un  artista español que ha desarrollado una extensa trayectoria en el mundo del cómic y la ilustración. 

## Biografía
Licenciado en Bellas Artes por la Universidad del País Vasco, Luis Durán colaboró en multitud de revistas (Aizú, Habe komic, Ría del ocio...) y prensa diaria como Diario de Burgos, diario Ya  , Diario Vasco  o el suplemento semanal del diario El País, "El pequeño país" donde publicaba semanalmente la serie Alicia encantada. 
Tras sus comienzos publicando en fanzines pasó posteriormente a la autoedición de una serie de comic-books: Solsticio, El Vuelo del Caracol, Nabo, El gato sin alas, bajo el sello Mancuso Comics, en los que su carrera gira decididamente hacia un cómic más literario.
A partir de entonces, fue varias veces premiado en el Salón del Cómic de Barcelona (en 2002 como autor revelación, y en 2003 y 2004 por el mejor guion, con Atravesado por la flecha y Antoine de las tormentas, respectivamente). Ha publicado numerosos álbumes, e incluso realizado guiones para otros dibujantes como Javier Olivares y a su vez ha ilustrado guiones de otros autores como Jorge Zentner y Toni Guiral.
En 2005 vio publicada una adaptación del capítulo 74 de El Quijote en la obra colectiva Lanza en astillero.
Sus últimas obras publicadas hasta la fecha son "Una colmena en construcción" editada por Norma editorial y la serie de novelas gráficas "Orlando y el juego" editadas por Diábolo ediciones.

## Obra
Luis Durán ha ido desarrollando su obra a través de distintos registros, publicando desde historias de un contenido claramente underground para revistas como Makoki y TMEO hasta  extensas novelas gráficas con guiones entre lo lírico y lo fantástico, muy poco habituales en el panorama del cómic español hasta entonces y un estilo gráfico expresionista. A lo largo de su carrera Luis Durán ha editado una veintena de novelas gráficas en España con diversas editoriales como son Planeta de Agostini, Norma editorial, La Cúpula y Sinsentido. Varios de sus libros como " Antoine des tempêtes" o “L’illusion d’Overlain" han sido editados también en Francia.
| Años | Título                                          | Tipo           | Publicación                           |
| ---- | ----------------------------------------------- | -------------- | ------------------------------------- |
| 1996 | Perry Masón: Remiendos                          | Álbum          | Ediciones El Pregonero                |
| 1997 | Barco Pirata                                    | comic-book     | Ediciones Potxo,                      |
| 1999 | Solsticio                                       | comic-book     | Mancuso Cómics                        |
| 2000 | El Vuelo del Caracol                            | comic-book     | Mancuso Cómics                        |
| 2001 | Nabo                                            | comic-book     | Mancuso Cómics                        |
| 2001 | El gato sin alas                                | comic-book     | Mancuso Cómics                        |
| 2001 | Vanidad                                         | Novela gráfica | Ediciones Sinsentido                  |
| 2002 | La Tierra Negra                                 | Novela gráfica | Ediciones De Ponent                   |
| 2002 | Atravesado por la flecha                        | Novela gráfica | Astiberri                             |
| 2003 | Antoine de las tormentas                        | Novela gráfica | Astiberri                             |
| 2004 | Caminando por las colinas de arena              | Novela gráfica | Astiberri                             |
| 2004 | Álgebra                                         | Novela gráfica | Astiberri                             |
| 2004 | Cruz del Sur                                    | Novela gráfica | Astiberri                             |
| 2005 | Antoine des Têmpetes                            | Novela gráfica | Rackham editions                      |
| 2005 | Caballero de espadas                            | Novela gráfica | Planeta DeAgostini                    |
| 2005 | Nuestro verdadero nombre                        | Novela gráfica | Ediciones De Ponent                   |
| 2005 | La ilusión de Overlain                          | Novela gráfica | Planeta DeAgostini                    |
| 2006 | El viaje de Gasparetto                          | Novela gráfica | Dolmen (Siurell)                      |
| 2007 | Volátil                                         | Novela gráfica | Ediciones de Ponent (Col. Solysombra) |
| 2007 | L'illusion d'Overlain                           | Novela gráfica | Rackham editions                      |
| 2007 | El Martín Pescador                              | Novela gráfica | Dolmen (Siurell)                      |
| 2008 | El mago descalzo                                | Novela gráfica | La cúpula                             |
| 2012 | Una colmena en construcción                     | Novela gráfica | Norma editorial                       |
| 2014 | Orlando y el juego 1. La sociedad de la niebla  | Novela gráfica | Diábolo ediciones                     |
| 2014 | Roland et le jeu 1. La société du brouillard    | Novela gráfica | Diábolo editions                      |
| 2015 | Orlando y el juego 2. Círculo de hadas          | Novela gráfica | Diábolo ediciones                     |
| 2015 | Roland et le jeu 2. Cercle de fées              | Novela gráfica | Diábolo editions                      |
| 2016 | Orlando y el juego 3. Los heraldos de la lluvia | Novela gráfica | Diábolo ediciones                     |
| 2018 | Orlando y el juego 4. La danza de los errantes  | Novela gráfica | Diábolo ediciones                     |
| 2020 | Orlando y el juego 5. Cheminova                 | Novela gráfica | Diábolo ediciones                     |
| 2024 | Los pájaros que al surcar el alba               | Novela gráfica | Dolmen ediciones                      |

## Premios
- "Premio Josep Toutain a "Autor revelación 2002" en el Salón Internacional del Cómic de Barcelona por la novela gráfica Vanidad.
- Nominado por la novela gráfica Vanidad a "Mejor guion" en el Salón Internacional del Cómic de Barcelona 2002.
- Nominado por la novela gráfica Vanidad a "Autor revelación" y a "Mejor obra" en el Salón Expocómic de Madrid 2002.
- "Premio a "Mejor guion 2003" en el Salón Internacional del Cómic de Barcelona y nominado a "Mejor obra 2003" por la novela gráfica Atravesado por la flecha.
- "Premio a mejor guion 2004" y nominado a "Mejor obra 2004" en el Salón Internacional del Cómic de Barcelona por la novela gráfica Antoine de las tormentas.
- Nominado a "Mejor obra" en el Salón Expocómic de Madrid 2003 por la novela gráfica Antoine de las tormentas .
- "Premio Diario de Avisos al Mejor Dibujo 2004" y "Finalista Premio Euskadi de Literatura 2004" por la novela gráfica  Antoine de las tormentas.
- Nominado por la novela gráfica   Nuestro verdadero nombre a "Mejor Obra" y a "Mejor Guion" en el Salón Expocómic de Madrid 2006.
- "Premio Diario de avisos al mejor guion 2006" por la novela gráfica Caballero de Espadas.
- Nominado por la novela gráfica   La ilusión de Overlain a "Mejor Guion" en el Salón Internacional del Cómic de Barcelona 2006.
- "Premio De La Crítica 2006" por la novela gráfica La Ilusión de Overlain.
- Nominado por la novela gráfica  El viaje de Gasparetto a "Mejor Guion" en el Salón Internacional del Cómic de Barcelona 2007.
- "Premio de la Crítica 2007" por la novela gráfica   El viaje de Gasparetto.
- Nominado por la novela gráfica "Una colmena en construcción"  a "Mejor obra 2012" en el salón Expocómic de Madrid.